# Comping
Unter Comping (englisch; abgekürzt von accompanying ‚begleiten‘ oder möglicherweise to complement ‚ergänzen‘) versteht man im Jazz die Akkorde, die ein Keyboarder (Klavier oder Orgel) oder Gitarrist zur Unterstützung eines improvisierten Solos oder einer Melodie spielt. Diese werden nicht über einen längeren Zeitraum anhaltend gespielt, sondern rhythmisch variiert und auch in unterschiedlichen Voicings gestaltet. Zudem werden möglicherweise akkorderweiternde Zusatztöne (options) gespielt. Von Comping spricht man auch, wenn ein Gitarrist durch entsprechend abwechslungsreiches Akkordspiel ein nichtimprovisiertes Solo begleitet.